# Podalonia aspera
Podalonia aspera är en biart som först beskrevs av Christ 1791.  Podalonia aspera ingår i släktet Podalonia och familjen grävsteklar. Inga underarter finns listade i Catalogue of Life.